# Équipe du Malawi de rugby à XV
L'équipe du Malawi de rugby à XV rassemble les meilleurs joueurs de rugby à XV du Malawi. Elle est membre de Rugby Afrique depuis janvier 2015 et joue actuellement dans la  Coupe d'Afrique 2.